# Paratinga (kommun)
Paratinga är en kommun i Brasilien.   Den ligger i delstaten Bahia, i den östra delen av landet, 600 km nordost om huvudstaden Brasília. Antalet invånare är 29 475.
Följande samhällen finns i Paratinga:
- Paratinga

Omgivningarna runt Paratinga är huvudsakligen savann. Runt Paratinga är det glesbefolkat, med 13 invånare per kvadratkilometer.